# 아리랑 3A호
아리랑 3A호는 한국항공우주연구원(KARI)에서 개발한 55cm급 해상도의 전자광학카메라와 적외선 센서를 탑재한 고성능·고해상도 지구관측위성으로, 2015년 3월 26일 오전 7시 8분경 발사되었다. 다목적실용위성 3A호(KOMPSAT-3A)라고도 부른다.

## 개발
아리랑 3A호는 한국항공우주연구원이 2006년 12월부터 8년간 총사업비 2,359억 원을 투입하여 개발하였다.
2009년 마감한 위성본체 개발 민간사업자 입찰에 대한항공, 한화, 쎄트렉아이, AP시스템·한국항공우주산업(KAI)컨소시엄 등 4곳이 참여하였다. 이들은 모두 아리랑 1·2호 위성 등의 개발에 참여하였던 기업들이다.
한국항공우주산업과 AP우주항공 컨소시엄이 항우연의 기술을 이전받아 본체 제작 책임을 맡았으며, 대한항공과 두원중공업, 한화, 알피온, 세트렉아이, 삼성탈레스 등이 본체·탑재체 부문을 담당하였다.

## 기술
국산 위성으로는 처음으로 고성능 적외선센서와 서브미터급 광학센서가 장착되어 있다. 탑재된 전자광학 카메라는 가로, 세로 각각 지상 55㎝ 물체를 식별한다. 또한, 위성에서 얻은 영상을 후처리 시, 해상도가 0.5m 이하인 고해상도의 영상을 얻을 수 있다. 탑재된 적외선센서의 주요 기능은 다음과 같다.
- 해상도는 흑백 0.55m, 컬러 2.2ｍ급으로, 2012년 발사된 아리랑 3호의 흑백 0.7m, 컬러 2.8ｍ급보다 크게 향상되었다.
- 3.3∼5.2μm의 관측 파장대역으로 관측 대상물의 열을 감지하므로 야간에도 영상 촬영이 가능하다.
- 시간과 날씨에 관계없이 지상의 열을 감지하여 관측 영상을 확보할 수 있다.

크기는 직경 2.0ｍ, 높이 3.8ｍ, 폭 6.3ｍ이고 중량은 1.1t, 설계 수명은 4년이다.
아리랑 3A호는 아리랑 3호에 비해 임무궤도가 낮아지면서(3A호-528km, 3호-685km) 지구궤도를 공전하는 속도가 증가함에 따라 영상자료처리장치(DHU) 속도 개선과 미세진동 최소화를 위한 탑재체 안테나 개선 등의 기술 개발이 이루어졌다. 영상자료 전송기는 전송 시 X밴드를 사용한다.
아리랑 3A호 개발사업은 국내 공공위성으로는 처음으로 위성 본체 개발을 국내 민간기업(KAI/AP우주항공 컨소시엄)이 주관하도록하여 위성산업의 저변을 확대할 수 있도록 추진되었다. 국산화율은 시스템과 본체가 88.9 %, 광학 탑재체가 83.1 %, 독일의 항공우주 연구센터와 EADS 아스트리움에서 기술 지원을 받았다.

## 임무
2015년 3월 26일 새벽 3시 8분, 러시아 야스니 발사장에서 발사체 드네프르에 실려 발사되었다.
- 오전 3시 8분: 발사
- 오전 3시 15분: 아라비아반도 남부 537㎞ 상공에서 발사체로부터 분리

한국시간 오후 1시 4분, 대전 항우연 위성관제센터와의 교신을 통해 위성 상태가 전반적으로 양호한 것으로 확인되었다.
아리랑 3A호의 주요 임무는 하루 주·야간 두차례, 한반도 상공을 4년간 528㎞ 돌면서 지구관측 임무를 수행하는 것이다. 광학렌즈로는 10분간, 적외선센서로는 2분간 한반도를 촬영할 수 있으며, 산불과 화산폭발, 유정이나 석탄층의 화재 같은 재난재해, 도시 열섬 같은 기후현상을 관측할 수 있다.
2018년, 국가위성 영상 수출 판매대행사인 세트렉아이이미징서비스(SIIS)가 인도와, 400만 달러에 3호·3A호로 인도 영토를 찍은 영상을 2년간 공급하기로 하였다. 위성 영상 자료는 한국항공우주연구원이 받아 인도 측에 전송해준다.
아리랑 3A호 위성영상의 상용판매는 SIIS(에스아이아이에스)가 담당하며 국내 및 전세계에 판매하고 있다. SIIS는 쎄트렉아이의 자회사로 위성영상 전문업체이다. 모회사인 쎄트렉아이는 2000년 KAIST 인공위성연구센터 우리별 개발 연구팀을 중심으로, 최순달 장관이 설립한 우주산업 관련 벤처기업이다.

## 같이 보기
- 돔바로프스키 공군 기지